# Kurdan
Kurdan (arab. كوردان) – wieś w Syrii, w muhafazie Aleppo, w dystrykcie Afrin. W 2004 roku liczyła 114 mieszkańców.